# III. třída okresu Nymburk
III. třída okresu Nymburk patří společně s ostatními třetími třídami mezi deváté nejvyšší fotbalové soutěže v Česku. Je řízena Okresním fotbalovým svazem Nymburk. Hraje se každý rok od léta do jara se zimní přestávkou. Hraje se ve dvou skupinách (označených A a B), každá skupina má 14 účastníků (celkem tedy 28 týmů) z okresu Nymburk, každý s každým hraje jednou na domácím hřišti a jednou na hřišti soupeře. Celkem se tedy hraje 24 kol. Vítěz každé ze skupin postupuje do II. třídy okresu Nymburk.

## Vítězové

### III. třída okresu Nymburk skupina A
| Ročník    | Vítězný tým                |
| --------- | -------------------------- |
| 2003/2004 | AFK Milovice               |
| 2004/2005 | Sokol Přerov nad Labem     |
| 2005/2006 | FK Kovanice                |
| 2006/2007 | SK Kostelní Lhota          |
| 2007/2008 | FC Sokol Lipník            |
| 2008/2009 | Sokol Přerov nad Labem     |
| 2009/2010 | AFK Sokol Semice „B“       |
| 2010/2011 | FK Bohemia Poděbrady B     |
| 2011/2012 | Čechie Vykáň               |
| 2012/2013 | Sportovní sdružení Ostrá B |
| 2013/2014 | TJ Sokol Všejany           |
| 2014/2015 | TJ Jíkev                   |
| 2015/2016 | AFK Sokol Semice „B“       |
| 2016/2017 | TJ Jíkev                   |
| 2017/2018 | SK Slovan Poděbrady        |
| 2018/2019 |                            |

### III. třída okresu Nymburk skupina B
| Ročník    | Vítězný tým              |
| --------- | ------------------------ |
| 2003/2004 | SK Polaban Nymburk „B“   |
| 2004/2005 | TJ Libice nad Cidlinou   |
| 2005/2006 | SK Městec Králové B      |
| 2006/2007 | FC Trnavan Rožďalovice B |
| 2007/2008 | FK Dymokury              |
| 2008/2009 | TJ Libice nad Cidlinou   |
| 2009/2010 | SK Slovan Poděbrady      |
| 2010/2011 | Sokol Kněžice            |
| 2011/2012 | Sokol Běrunice           |
| 2012/2013 | TJ Jíkev                 |
| 2013/2014 | SK Městec Králové        |
| 2014/2015 | SK Sokol Opočnice        |
| 2015/2016 | TJ Seletice              |
| 2016/2017 | FK Bohemia Poděbrady B   |
| 2017/2018 | Sokol Kněžice            |
| 2018/2019 |                          |